# Akçe
L'akçe (en turc ottoman : آقچه, prononcé [akʧe]), souvent appelé en français aspre et au Maghreb nasry, est une pièce d'argent qui fut l'une des unités monétaires de l'Empire ottoman à partir du XIVe siècle, avant de tomber en désuétude au début du XIXe siècle.

## Histoire
Sa frappe est attestée à Bursa pour la première fois au cours du règne d'Orkhan, en 1326 ; l'attribution de pièces anonymes à Osman Ier est généralement rejetée. L'akçe pesait alors environ 1,15 g d'argent plus ou moins cuivré. Petite, elle n'a pas de succès au Maghreb, en Égypte, en Iran et au Liban, où elle restera très rare, car peu pratique. Trente-huit ans après sa création, apparaît un multiple divisionnaire, le mangır (signifiant « cuivre, petite monnaie »), sous le règne de  Mourad I.
Après une période de stabilité, les dépenses militaires au cours du règne de Mehmed II entraînèrent des formes successives de réformations, suivie d'une nouvelle période de stabilité se poursuivant jusqu'à la fin du règne de Soliman le Magnifique (vers 1560). Cette pratique, très commune également en Occident, consiste à abaisser la part d'argent pur contenu dans la pièce et donc d'augmenter la part de cuivre, il ne s'agit donc pas d'une dévaluation au sens moderne. En 1566, une nouvelle dépréciation eut lieu, qui fut suivie par une dévalorisation progressive et irrémédiable de l'akçe qui ne contenait plus que 0,306 g d'argent en 1618.
En 1688, sous le règne de Soliman II, une nouvelle réforme permet de créer la piastre ottomane (kuruş) contenant 25,65 g d'argent calquée à la fois sur l'écu de 6 livres françaises, le thaler et sur la pièce de huit espagnole, dans le but de faciliter les transactions commerciales. Il faut alors environ 100 akçe pour faire une piastre. L'akçe ne pèse plus que 0,21 g d'argent et vaut 3 paras,.
C'est sous Mahmoud II (1808-1839) que la dernière pièce de 1 akçe est frappée, les dévaluations successives font que l'akçe ne contient alors plus que 0,01 g d'argent, si peu qu'elle est démonétisée. En 1839, la réforme monétaire établit un système décimal avec 1 kuruş = 1 g d’argent = 100 para.
Évolution du poids en argent de l'akçe
| Année     | Argent (g) | Indice |
| --------- | ---------- | ------ |
| 1450-1460 | 0,85       | 100 %  |
| 1490-1500 | 0,68       | 80     |
| 1600      | 0,29       | 34     |
| 1688      | 0,21       | 23     |
| 1700      | 0,13       | 15     |
| 1800      | 0,048      | 6      |

## Rapports de conversion et divisionnaires
En 1454, Mehmed II (1451-1481) introduit une nouvelle unité, le soultani (sultani), équivalent d'abord à 50 akçes en moyenne, cours restant stable durant plus de deux siècles. En 1700, 1 soultani valait 300 à 400 akçes. Avec la réforme monétaire de Ahmed III (1703-1730), 1 akçe vaut 3 para et en 1800 à peine 0,1 para.
La livre ottomane de 100 kuruş ou 4 000 para est apparue après les réformes des années 1856-1863, qui instaurent un système bimétallique simplifié, avec une valeur de 6,61519 g d'or pur soit 99,8292 g d'argent pur, ce qui fait au change à l'époque l'équivalent de 22,50 francs-or (9/10e de livre sterling). Elle est à l'origine de l'actuelle livre turque.